# 3-etil-2,3-dimetilhexano
El 3-etil-2,3-dimetilhexano es un alcano de cadena ramificada con fórmula molecular C10H22.